# 사카노우에노 다무라마로

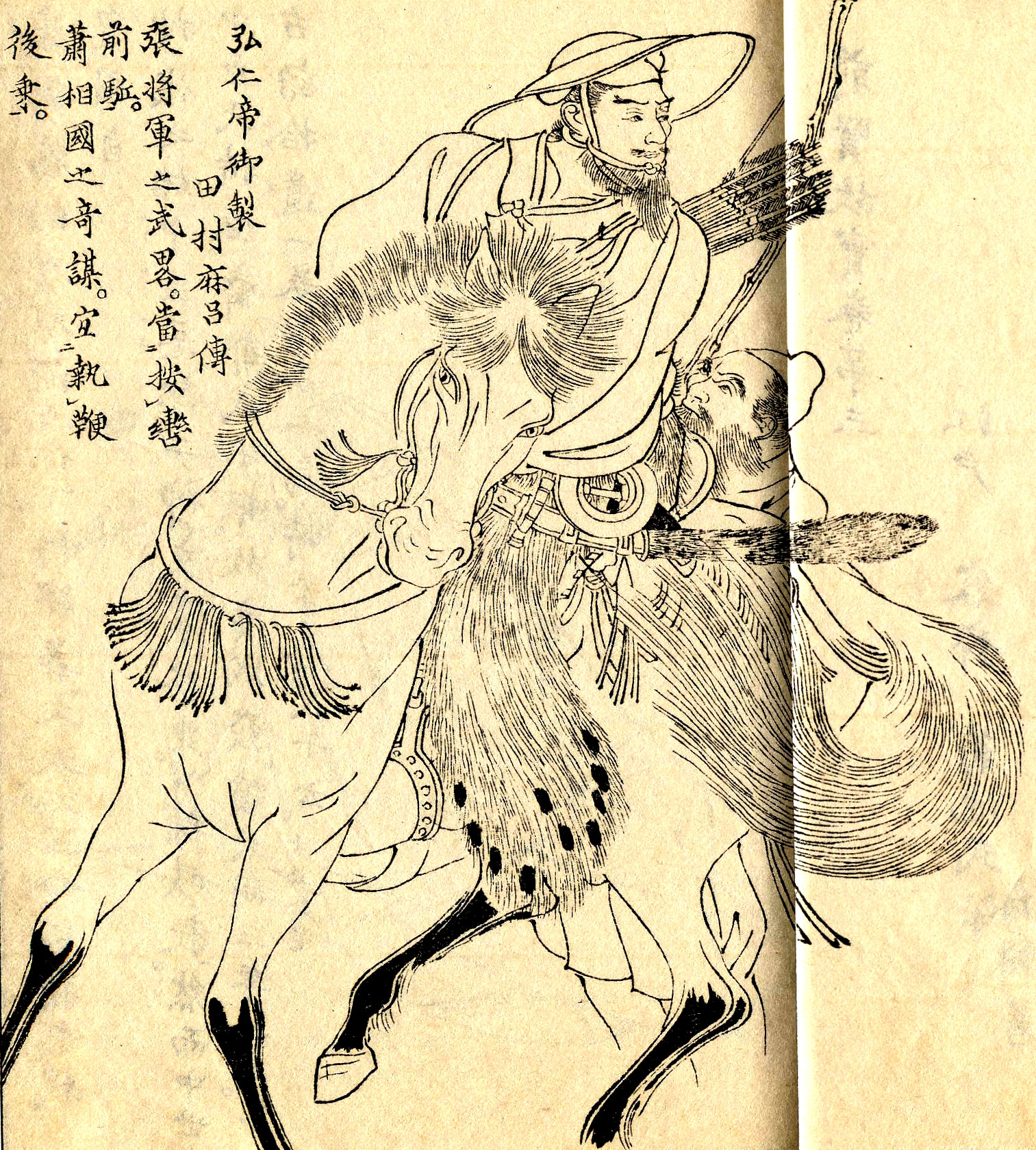
사카노우에노 다무라마로

사카노우에노 다무라마로(일본어: 坂上 田村麻呂)는 헤이안(平安) 시대의 무관이다. 한자 표기로 田村麿로 적기도 하며, 관위는 종3위, 직책은 다이나곤(大納言) 겸 우근위대장(右近衛大將) 병부경(兵部卿). 훈(勲)2등. 사후 종2위로 추증되었다.

## 생애
사카노우에 씨는 다무라마로의 할아버지인 사카노우에노 이누카이(坂上犬養)나 아버지 가리다마로(苅田麻呂) 때 이미 모두 무예로 세상에 이름을 떨친 집안이었다. 덴표호지(天平寶字) 2년(758년)에 태어난 다무라마로는 일찍부터 중앙에서 근위부(近衛府)의 무관으로 근무했다.
이 무렵부터 일본 북부 무쓰(陸奧)에서는 현지의 토착세력인 에미시(蝦夷)와의 전쟁이 격화되고 있었고, 엔랴쿠(延暦) 8년(789년)에는 정동대장군 기노 고사미(紀古佐美)가 이끌던 조정군이 에미시의 지도자 아테루이(阿弖利爲)가 이끌던 에미시군에 대패하기도 했다. 엔랴쿠 11년(791년)에 다무라마로는 세이이타이쇼군(征夷大將軍) 오오토모노 오토마로(大伴弟麻呂)를 보좌하는 네 명의 정동부사(征東副使) 가운데 한 명으로 임명되어, 엔랴쿠 12년(793년)에 에미시와의 전쟁을 위해 출정했다. 이때의 전쟁에 대해서는 《유취국사》에 "정동부장군(征東副將軍) 사카노우에노 오오스쿠네 다무라마로(坂上大宿禰田村麿) 이하가 에미시를 정벌하였다."고만 기록되어 있으며, 이때 다무라마로는 네 명의 부사(부장군)의 한 명이면서 중심적인 역할을 완수했다고 여겨진다.
이후 엔랴쿠 15년(796년)에는 무쓰의 안찰사(按察使), 무쓰노카미, 진수장군(鎭守將軍)을 겸임하는 등 거의 전방에서 전쟁을 지휘하는 관직을 아우르게 되었고, 이듬해인 16년(797년)에는 오토마로의 후임으로 세이이타이쇼군이 되어 에미시와의 전쟁을 총지휘해, 엔랴쿠 20년(801년)에 적대관계에 있던 에미시를 항복시키는 데에 성공했다. 승리한 뒤 잠시 교토로 돌아왔다가 앞서 자신이 확보한 지역인 이사와(胆澤)에 성을 쌓기 위해 802년에 다시 무쓰로 돌아왔고, 그곳에서 에미시의 지도자 아테루이와 모레(母禮) 등 5백여 인의 항복을 받아들였다. 
다무라마로는 그들을 교토로 데리고 돌아와, 본거지로 돌려보내어 남은 에미시들의 마음을 돌리게 하자며 조정에 구명을 호소했지만, 교토의 귀족은 "이리와도 같은 그들의 야심은 번복을 자주 하므로 믿을 수 없다"며 반대, 결국 두 사람을 처형하고 말았다. 엔랴쿠 22년(803년)에는 시바(志波)에 성을 쌓았다.
엔랴쿠 23년(804년)에 다시 세이이타이쇼군으로 임명되어 세 번째의 원정을 준비했지만, 이 해에 후지와라노 오쓰구(藤原緒嗣)가 "군사를 일으키는 일과 토목공사로 백성이 부담을 느끼고 있다"며 반대했고, 간무 천황(桓武天皇)도 이를 받아들이면서 원정은 중지된다. 활약할 기회를 잃었음에도 본래 임시직에 불과했던 '세이이타이쇼군'이라는 칭호를 그 뒤로도 몸에 계속 지닐 수 있었으며, 전공에 힘입어 엔랴쿠 24년(805년)에는 참의(參議)의 반열에 올랐다. [[다이토|다이토(大同) 원년(806년)에 주나곤(中納言), 다이토 2년(807년)에는 우근위대장에 임명되었다. 헤이제이 천황(平城天皇)의 명으로 다이토 원년(806년) 후지산 모토미야 아사마 다이샤(富士山本宮淺間大社)를 지었으며, 또한 교토에 기요미즈데라(清水寺)를 지었다고 전해지는데, 이는 사실로 여겨지긴 하지만 절을 짓게 된 자세한 사정에 대해서는 여러 가지 전설이 있어 확실하지 않다.
고닌(弘仁) 원년(810년)에는 다이나곤이 되었다. 헤이제이(平城) 상황과 사가 천황(嵯峨天皇)이 대립하게 되자 다무라마로는 상황으로부터 헤이조(平城)로의 환도를 목적으로 한 조궁사(造宮使)에 임명되었지만, 이후 구스코(藥子)의 변에서는 사가 천황을 도와, 아들 사카노우에노 히로노(坂上廣野)가 천황의 명으로 오미 국의 관문을 봉쇄하기 위해 파견된 사이에 다무라마로는 미노의 길을 따라, 헤이조쿄에서 탈출한 상황이 도고쿠로 가서 군사를 모으지 못하도록 요격하는 임무를 맡았다. 이때 다무라마로는 천황에 의해 옥에 갇혀 있던 옛 부하 훈야노 와타마로(文室綿麻呂)를 함께 데리고 갈 것을 천황에게 주청하여 허락받았다. 결국 야마토(大和) 소에카미(添上) 군의 코시다노무라(越田村)에서 다무라마로에 의해 도고쿠로 갈 길이 막힌 것을 안 상황은 결국 포기하고 헤이조쿄로 돌아와 출가한다.
고닌 2년(811년) 5월 23일에 54세의 나이로 병사했다. 사가 천황은 슬퍼하며 하루 동안 정무를 보지 않으면서 다무라마로를 기리는 한시를 지었다고 한다. 사후 종2위가 추증되었다. 묘소는 지금의 일본 교토시 야마시나(山科) 구의 니시노야마(西野山) 고묘(古墓)로 추정되고 있는데, 야마시나 구 교토시립 권수소학교의 북쪽에 '사카노우에노 다무라마로의 묘(坂上田村麻呂の墓)'라 새긴 비석이 세워져 있으며 주변은 공원으로 정비되고 있다.
헤이안 시대를 통틀어 뛰어난 무인으로서 존숭되어 후대에 여러 가지 전설을 낳았고, 일본에서는 패전 전까지 문(文)의 스가와라노 미치자네(菅原道眞), 무(武)의 사카노우에노 다무라마로를 들며 문무의 상징적 존재로 여겼다.
자식으로는 맏아들 오오노(大野)와 히로노를 비롯해 시즈노(淨野), 마사노(正野), 시게노(滋野), 쓰구노(繼野), 쓰구오(繼雄), 히로오(廣雄), 다카오(高雄), 다카오카(高岡), 다카미치(高道)가 있었으며, 딸 하루코(春子)는 간무 천황의 비(妃)로서 가도이(葛井) 친왕을 낳았다. 시게노나 쓰구노, 쓰구오, 다카오, 다카오카는 《사카가미씨 계도》에만 보이는데, 지방에 살면서 후세의 무사와 같은 자(字)를 자칭했다고 하지만 이는 후세의 가필일 가능성이 있다. 교토에 살던 다무라마로의 자손은 명법박사(明法博士)나 게비이시다이이(檢非違使大尉)로 임명되었다.

## 연보
| 일본 연호        | 서력  | 날짜       | 나이 | 사건 |
| ---------------- | ----- | ---------- | ---- | --- |
| 호키(寶亀) 11년  | 780년 |            | 23세 | 근위장감(近衛將監)이 되다.                                                                                               |
| 엔랴쿠(延暦) 4년 | 785년 | 11월 25일  | 28세 | 정6위상(上)에서 종(從)5위하(下)로 관위가 오름.                                                                           |
| 엔랴쿠 6년       | 787년 | 3월 22일   | 30세 | 내장조(内匠助)를 겸하다.                                                                                                 |
| 엔랴쿠 6년       | 787년 | 9월 17일   | 30세 | 근위소장(近衛少將)이 되다.                                                                                               |
| 엔랴쿠 7년       | 788년 | 6월 26일   | 31세 | 에치고노스케(越後介)를 겸하게 되다.                                                                                      |
| 엔랴쿠 9년       | 790년 | 3월 10일   | 33세 | 에치고노카미(越後守)를 겸하다.                                                                                           |
| 엔랴쿠10년       | 791년 | 1월 18일   | 34세 | 군사와 병기의 점검을 위해 도카이도(東海道)에 파견되다.                                                                   |
| 엔랴쿠10년       | 791년 | 7월 13일   | 34세 | 정동부사(征東副使)가 되다.                                                                                               |
| 엔랴쿠 11년      | 792년 | 3월 14일   | 35세 | 종5위상으로 관위가 오르다.                                                                                               |
| 엔랴쿠12년       | 793년 | 2월 17일   | 35세 | 정동부사가 정이부사(征夷副使)로 개칭되다.                                                                                |
| 엔랴쿠12년       | 793년 | 2월 21일   | 36세 | 전쟁을 앞두고 천황을 알현하다.                                                                                           |
| 엔랴쿠 13년      | 794년 | 6월 13일   | 37세 | 사카노우에노 다무라마로 이하가 에미시를 치러 나서다.                                                                     |
| 엔랴쿠 13년      | 794년 | 10월 28일  | 37세 | 오오토모노 오토마로가 전승을 보고하다.                                                                                   |
| 엔랴쿠 14년      | 795년 | 2월 7일    | 38세 | 종4위하로 오르다. |
| 엔랴쿠 14년      | 795년 | 2월 19일   | 38세 | 목공두(木工頭)를 겸하다.                                                                                                 |
| 엔랴쿠 15년      | 796년 | 1월 25일   | 39세 | 무쓰ㆍ데와(出羽)의 안찰사에 무쓰노카미를 겸하다.                                                                         |
| 엔랴쿠 15년      | 796년 | 10월 27일  | 39세 | 진수장군을 겸하다. |
| 엔랴쿠 16년      | 797년 | 11월 5일   | 40세 | 세이이타이쇼군이 되다.                                                                                                   |
| 엔랴쿠 17년      | 798년 | 윤5월 24일 | 41세 | 종4위상으로 관위가 오르다.                                                                                               |
| 엔랴쿠 17년      | 798년 | 7월 2일    | 41세 | 교토에 기요미즈데라를 세우다.                                                                                            |
| 엔랴쿠 18년      | 799년 | 5월        | 42세 | 근위권중장(近衛權中將)이 되다.                                                                                           |
| 엔랴쿠 19년      | 800년 | 11월 6일   | 43세 | 여러 쿠니에 옮겨진 이부(夷俘)를 검교하다.                                                                                |
| 엔랴쿠 20년      | 801년 | 2월 14일   | 44세 | 절도(節刀)를 하사받다.                                                                                                   |
| 엔랴쿠 20년      | 801년 | 9월 27일   | 44세 | 에미시를 쳐서 항복시켰음을 보고하다.                                                                                     |
| 엔랴쿠 20년      | 801년 | 10월 28일  | 44세 | 교토로 돌아와 절도를 반환하다.                                                                                           |
| 엔랴쿠 20년      | 801년 | 11월 7일   | 44세 | 종3위로 오르다. |
| 엔랴쿠 20년      | 801년 | 12월       | 44세 | 근위중장이 되다. |
| 엔랴쿠 21년      | 802년 | 1월 9일    | 45세 | 무쓰에 이사와 성을 쌓기 위해 파견되다.                                                                                   |
| 엔랴쿠 21년      | 802년 | 1월 20일   | 45세 | 도자(度者) 한 사람을 내려받다.                                                                                           |
| 엔랴쿠 21년      | 802년 | 4월 15일   | 45세 | 아테루이와 모레 등 5백여 인이 항복해오다.                                                                                |
| 엔랴쿠 21년      | 802년 | 7월 10일   | 45세 | 아테루이와 모레를 데리고 교토로 들어오다.                                                                                |
| 엔랴쿠 22년      | 803년 | 3월 6일    | 46세 | 지바 성을 쌓기 위한 사신으로 파견되기에 앞서 알현하다.                                                                   |
| 엔랴쿠 22년      | 803년 | 7월 15일   | 46세 | 형부경(刑部卿)이 되다.                                                                                                   |
| 엔랴쿠 23년      | 804년 | 1월 28일   | 47세 | 다시 세이이타이쇼군이 되다.                                                                                              |
| 엔랴쿠 23년      | 804년 | 5월        | 47세 | 서사(西寺)를 짓는 공사의 장관(長官)을 겸임하다.                                                                          |
| 엔랴쿠 23년      | 804년 | 8월 7일    | 47세 | 이즈미(和泉) 국과 셋쓰(攝津) 국에 행궁지를 정하기 위한 목적으로 미시마노 나쓰구(三島名繼) 등과 함께 파견되다.            |
| 엔랴쿠 23년      | 804년 | 10월 8일   | 47세 | 이오이노(藺生野)의 사냥에 시종하여 사냥한 것을 바치고 면(綿) 2백 근을 받다.                                              |
| 엔랴쿠 24년      | 805년 | 6월 23일   | 48세 | 산기의 반열에 오르다. |
| 엔랴쿠 24년      | 805년 | 10월 19일  | 48세 | 기요미즈데라의 땅을 하사받다.                                                                                            |
| 엔랴쿠 24년      | 805년 | 11월 23일  | 48세 | 사카모토(坂本) 친왕(親王)의 원복하는 자리에 참석해 옷을 하사받다.                                                        |
| 다이토 원년      | 806년 | 3월 17일   | 49세 | 간무 천황의 붕어를 슬퍼하며 일어나지 못하는 황태자를 다무라마로와 후자와라노 가도노마로(藤原葛野麻呂)가 부축해 내려오다. |
| 다이토 원년      | 806년 | 4월 1일    | 49세 | 후지와라노 오토모(藤原雄友)를 따라 간무 천황을 애도하는 뇌(誄)를 바치다.                                                 |
| 다이토 원년      | 806년 | 4월 18일   | 49세 | 주나곤이 되다. |
| 다이토 원년      | 806년 | 4월 21일   | 49세 | 중위대장(中衛大將)을 겸하다.                                                                                             |
| 다이토 원년      | 806년 | 10월 12일  | 49세 | 무쓰ㆍ데와에 임시로 군지(郡司)와 군의(軍毅)를 임명할 것을 청하여 허락받다.                                               |
| 다이토 2년       | 807년 | 4월 22일   | 50세 | 우근위대장이 되다. |
| 다이토 2년       | 807년 | 8월 14일   | 50세 | 시종(侍從)을 겸하다. |
| 다이토 2년       | 807년 | 11월 16일  | 50세 | 병부경을 겸하게 되다. |
| 다이토 4년       | 809년 | 3월 30일   | 52세 | 정3위가 되다. |
| 고닌 원년        | 810년 | 9월 6일    | 53세 | 헤이조쿄의 조궁사(造京使)가 되다.                                                                                        |
| 고닌 원년        | 810년 | 9월 10일   | 53세 | 다이나곤이 되다. |
| 고닌 원년        | 810년 | 9월 11일   | 53세 | 구스코의 변을 진압하기 위해 출격하다. 다음날 상황이 도고쿠로 가는 것을 저지하고, 난은 종결되다.                          |
| 고닌 원년        | 810년 | 10월 5일   | 53세 | 기요미즈데라에 인(印)을 내리다.                                                                                          |
| 고닌 2년         | 811년 | 1월 17일   | 54세 | 손자 가도이 친왕의 활 쏘는 기예를 칭찬하다.                                                                              |
| 고닌 2년         | 811년 | 1월 20일   | 54세 | 발해(渤海)의 사신을 조집원(朝集院)에서 맞아 잔치를 열다.                                                                 |
| 고닌 2년         | 811년 | 5월 23일   | 54세 | 야마시로(山城) 국의 구리타(粟田) 별택(別宅)에서 사망하다.                                                                |
| 고닌 2년         | 811년 | 5월27일    |      | 야마시로 국 우지(宇治) 군의 시치조쿠리타니시리(七條咋田西里) 쿠리스무라(栗栖村)에 묻히다. 종2위에 추증되다.              |
| 고닌 2년         | 811년 | 10월17일   |      | 묘를 쓸 땅으로 3정(町)을 받다.                                                                                           |

## 같이 보기
- 아테루이
- 구스코의 변
- 오오타케마루